# Municipio de Oketo
El municipio de Oketo (en inglés: Oketo Township) es un municipio ubicado en el condado de Marshall en el estado estadounidense de Kansas. En el año 2010 tenía una población de 234 habitantes y una densidad poblacional de 2,55 personas por km².

## Geografía
El municipio de Oketo se encuentra ubicado en las coordenadas 39°57′16″N 96°38′2″O / 39.95444, -96.63389. Según la Oficina del Censo de los Estados Unidos, el municipio tiene una superficie total de 91.84 km², de la cual 91,11 km² corresponden a tierra firme y (0,8 %) 0,73 km² es agua.

## Demografía
Según el censo de 2010, había 234 personas residiendo en el municipio de Oketo. La densidad de población era de 2,55 hab./km². De los 234 habitantes, el municipio de Oketo estaba compuesto por el 98,72 % blancos, el 0,43 % eran amerindios y el 0,85 % eran de una mezcla de razas. Del total de la población el 1,28 % eran hispanos o latinos de cualquier raza.